# FIFA Manager
FIFA Manager (съкратено: FIFAM) е английското наименование на футболния мениджър разработван от Bright Future (в миналото от EA sports) и разпространяван от Electronic Arts. В началото играта се нарича Total Club Manager (съкратено: TCM), но се променя на FIFA Manager с излизането на FIFAM 06. В Испания и Италия играта все още се нарича Total Club Manager, докато във Франция тя носи името LFP Manager и Fußball Manager (съкратено: FM) в Германия.
Преди FIFAM и TCM, EA sports прави опит за реализирането на футболен мениджър със заглавията FIFA Soccer Manager (1997) и Premier League Manager 99 и 2000, но не успяват да привлекат никакво внимание.
FIFA Manager се разработва само за PC, докато старите версии на TCM са реализирани за PC, Xbox и PlayStation 2. Версиите за PS2 и Xbox се разработват от EA Canada.
| Версия                                    | Дата             | Производител  | Платформа               | Системни изисквания |
| ----------------------------------------- | ---------------- | ------------- | ----------------------- | --- |
| FIFA Manager 2003 Total Club Manager 2003 | 27 ноември 2002  | EA Sports     | PC / Windows            | - Windows 98, Windows ME, Windows 2000, Windows XP - CPU: Pentium II 350 MHz - RAM: 64 MB - Video: 16 MB - HDD: 400 MB - 4x CD-ROM - Sound: DirectX 8.1    |
| FIFA Manager 2004 Total Club Manager 2004 | 21 ноември 2003  | EA Sports     | PC / Windows, PS2, Xbox | - Windows 98, Windows ME, Windows 2000, Windows XP - CPU: Pentium III 600 MHz - RAM: 128 MB - Video: 16 MB - HDD: 800 MB - 4x CD-ROM - Sound: DirectX 8.1  |
| FIFA Manager 2005 Total Club Manager 2005 | 21 октомври 2004 | EA Sports     | PC / Windows, PS2, Xbox | - Windows 98, Windows ME, Windows 2000, Windows XP - CPU: Pentium III 700 MHz - RAM: 128 MB - Video: 32 MB - HDD: 900 MB - 8x CD-ROM - Sound: DirectX 9.0b |
| FIFA Manager 2006                         | 8 октомври 2005  | EA Sports     | PC / Windows            | - Windows 98, Windows ME, Windows 2000, Windows XP - CPU: Pentium III 1 GHz - RAM: 256 MB - Video: 32 MB - HDD: 1.5 GB - 8x CD-ROM - Sound: DirectX 9.0c   |
| FIFA Manager 2007                         | 2 ноември 2006   | Bright Future | PC / Windows            | - Windows 2000, Windows XP - CPU: Pentium III 1,3 GHz - RAM: 512 MB - Video: 32 MB - HDD: 3.5 GB - 8x DVD-ROM - Sound: DirectX 9.0c                        |
| FIFA Manager 2008                         | 30 октомври 2007 | Bright Future | PC / Windows            | - Windows XP, Windows Vista - CPU: Pentium III 1,3 GHz - RAM: 512 MB - Video: 64 MB - HDD: 4.5 GB - 8x DVD-ROM - Sound: DirectX 9.0c                       |
| FIFA Manager 2009                         | 30 октомври 2008 | Bright Future | PC / Windows            | - Windows XP, Windows Vista - CPU: Pentium IV 2,4 GHz - RAM: 1024 MB - Video: 128 MB - HDD: 4.5 GB - 8x DVD-ROM - Sound: DirectX 9.0c                      |